# Lago di Bertignano (Viverone) e stagno presso la strada per Roppolo
Lago di Bertignano (Viverone) e stagno presso la strada per Roppolo è un sito di interesse comunitario  (cod.IT1130004) della Regione Piemonte, istituito nell'ambito della Direttiva 92/43/CEE (Direttiva Habitat), designato inoltre come Zona Speciale di Conservazione. Comprende un'area di 26 ettari nel territorio dei comuni di Roppolo e Viverone, in Provincia di Biella.

## Territorio

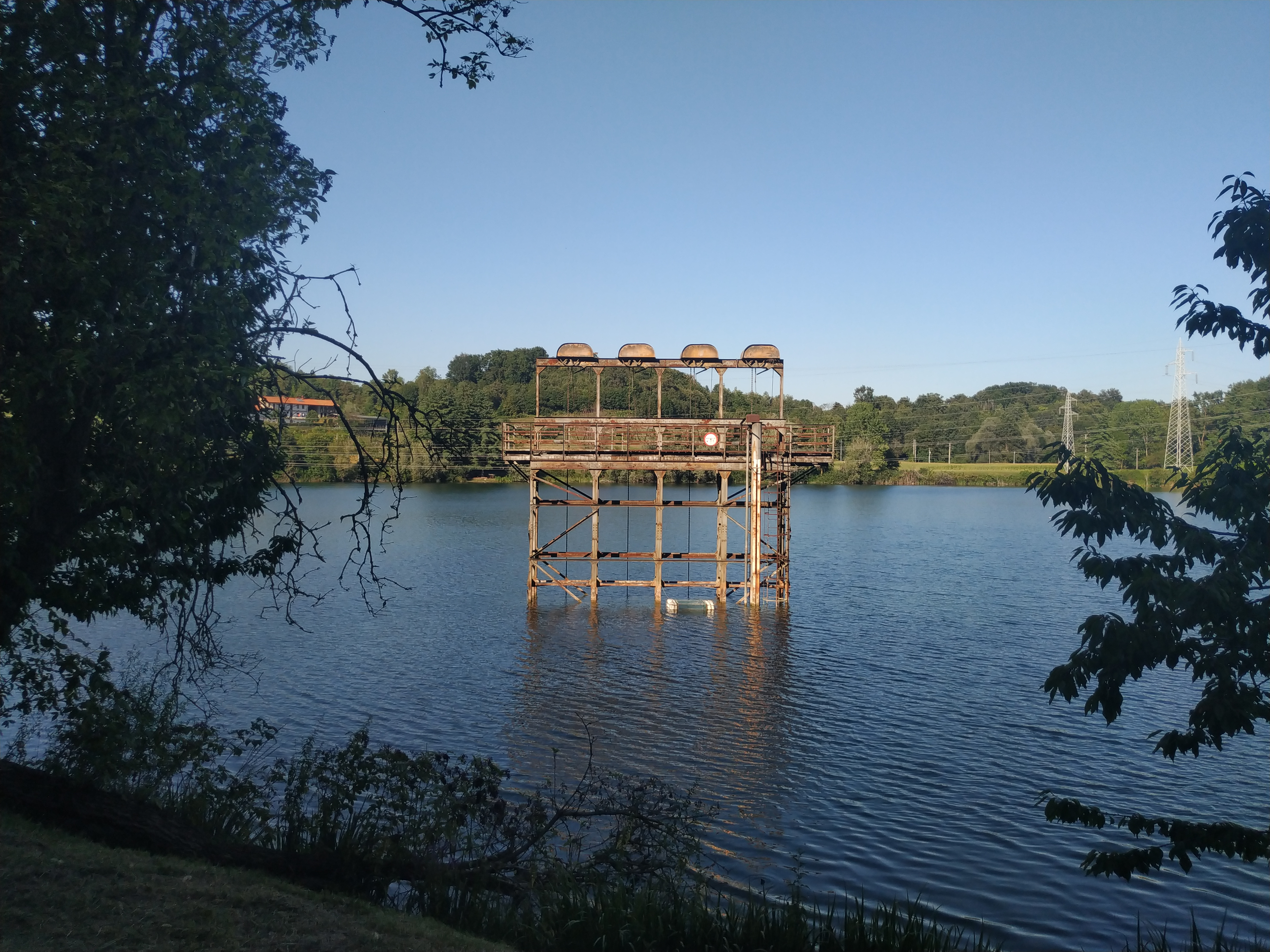
Vista del lago

Il SIC/ZSC comprende il Lago di Bertignano, e alcuni piccoli stagni semi-interrati. Il sito comprende anche l'area circostante a queste zone umide, occupata da prati stabili, boschi di castagno e alcuni campi coltivati. La zona fa parte dell'Anfiteatro morenico di Ivrea e si trova in sinistra idrografica rispetto al corso della Dora Baltea. Il lago era frequentato nell'antichità e in tempi preistorici; due piroghe preistoriche rinvenute nei pressi del lago sono oggi esposte al Museo di antichità di Torino  mentre una più recente, di epoca romana, è esposta al Museo del Territorio biellese.

## Flora e vegetazione
La flora del SIC/ZSC comprende varie comunità vegetali composte da piante sommerse o galleggianti, tipiche dei lagi eutrofici, alcune radicanti sul fondo, altre liberamente natanti. La presenza di Trapa natans, rilevata nel 2001, non è stata riconfermata da rilevazioni successive. Tra le specie di maggiore interesse conservazionistico si possono ricordare Polygonum amphibium, Lindernia palustris, Utricularia australis e Ludwigia palustris. Anche il finocchio d'acqua (Oenanthe aquatica), ormai piuttosto raro, è presente nella ZSC.

## Fauna

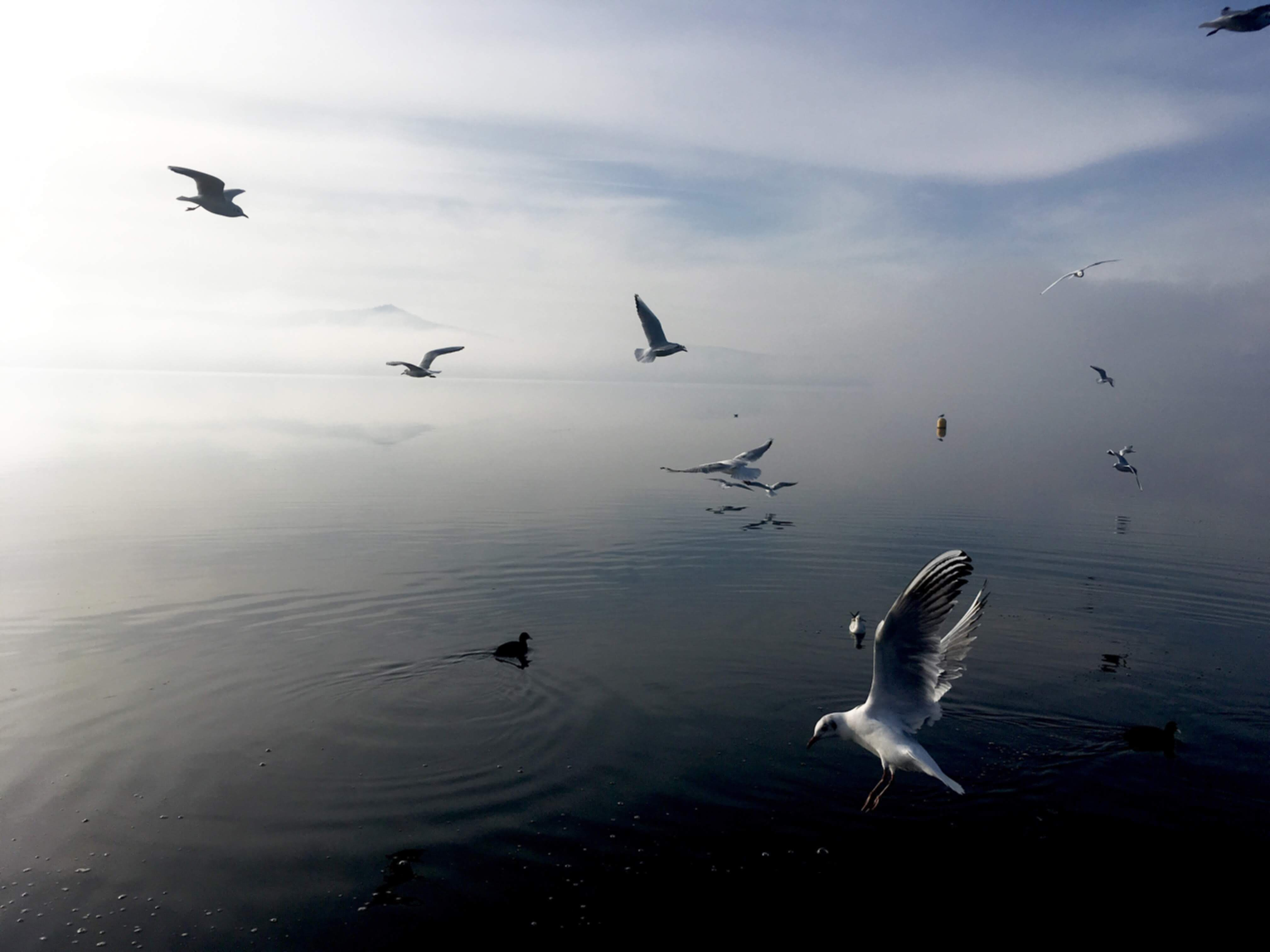
Uccelli acquatici in volo sul lago

L'area protetta ospita alcune specie di anfibi vulnerabili o minacciate tra le quali in particolare il pelobate (Pelobates fuscus) e il tritone crestato (Triturus carnifex) e il tritone punteggiato (Triturus vulgaris). Tra gli insetti viene segnalata la presenza di 10 diverse specie di libellule, delle quali Erythromma viridulum risulta particolarmente raro in Piemonte, e di Nadigella formosanta, un ortottero per il quale la ZSC rappresenta la stazione piò occidentale oggi nota.

## Habitat
Tra gli habitat naturali di interesse comunitario sono presenti nel SIC/ZSC:
- Vegetazione annuale anfibia dei margini di acque ferme (cod.3130),
- Laghi e stagni eutrofici con vegetazione sommersa e galleggiante (cod.3150),
- Fiumi con vegetazione dei banchi fangosi (cod.3270),
- Prati da sfalcio di bassa quota in coltura tradizionale (cod.6510),
- Comunità di transizione tra cariceti e torbiere a sfagni o muschi (cod.7140),
- Querco-carpineti di pianura e degli impluvi collinari (cod.9160),
- Boschi alluvionali di ontano nero, ontano bianco e salice bianco (Eventualmente con pioppi) (cod.91E0),
- Boschi di castagno (cod.9260).

## Attività

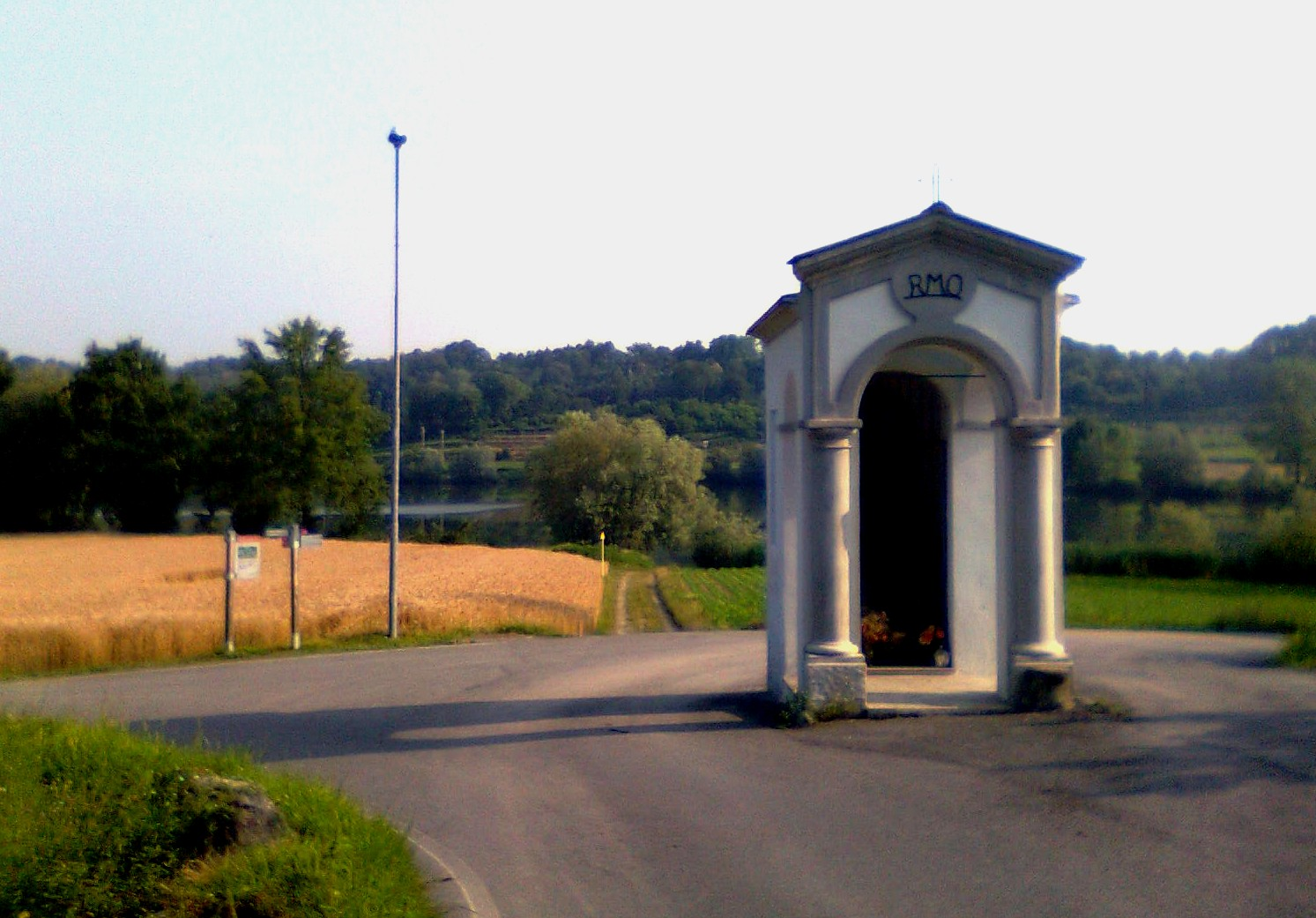
Cappella votiva all'ingresso del SIC/ZSC

Il lago è collegato da una stradina asfaltata con il centro di Viverone. Attorno allo specchio d'acqua passa un viottolo sterrato, e nella zona del SIC/ZSC è anche lambita dalla Grande traversata del Biellese, un itinerario escursionistico di lunga percorrenza. Nella zona passa anche il tratto piemontese della via Francigena. La pesca nel piccolo bacino è gestita fin dall'inizio degli Anni Cinquanta del Novecento dal Gruppo sportivo dilettantistico "Amici della Pesca".
Il lago di Bertignano ospita infrastrutture per la trasmissione dell'energia elettrica utilizzate da Terna come area di esercitazione. Ciò aveva in passato portato ad una generalizzata chiusura al pubblico della zona, che è stata superata grazie ad un accordo tra l'azienda ed il comune di Viverone in base al quale le chiusure saranno annunciate in anticipo e limitate ai soli periodi dove l'incolumità dei visitatori potrebbe essere a rischio.